# Rumunsko na Letních olympijských hrách 1992
Rumunsko se účastnilo Letní olympiády 1992 ve španělské Barceloně. Zastupovalo ho 172 sportovců (104 mužů a 68 žen) v 18 sportech.

## Medailisté
| Medaile | Jméno | Sport                | Soutěž                          |
| ------- | --- | -------------------- | ------------------------------- |
| Zlato   | Lavinia Miloșoviciová | Sportovní gymnastika | Ženy prostná                    |
| Zlato   | Lavinia Miloșoviciová | Sportovní gymnastika | Ženy přeskok                    |
| Zlato   | Elisabeta Lipăová | Veslování            | Ženy skif                       |
| Zlato   | Dimitrie Popescu Dumitru Răducanu Iulică Ruican Nicolaie Taga Viorel Talapan                                                                               | Veslování            | Muži čtyřka s kormidelníkem     |
| Stříbro | Alina Astafeiová | Atletika             | Ženy skok vysoký                |
| Stříbro | Cristina Bontaș Gina Gogean Vanda Hădărean Lavinia Miloșoviciová Maria Neculiță Mirela Pașca                                                               | Sportovní gymnastika | Družstvo žen                    |
| Stříbro | Veronica Cocheleaová Elisabeta Lipăová | Veslování            | Ženy dvojskif                   |
| Stříbro | Constanța Burcicăová Veronica Cocheleaová Anișoara Dobreová Doina Ignatová                                                                                 | Veslování            | Ženy párová čtyřka              |
| Stříbro | Adriana Bazon-Chelariu Iulia Bobeica Elena Georgescu Viorica Lepădatu Viorica Neculai Ioana Olteanu Maria Păduraru Doina Robu                              | Veslování            | Ženy osmiveslice                |
| Stříbro | Dănuț Dobre Marin Gheorghe Claudiu Gabriel Marin Vasile Ionel Măstăcan Vasile Dorel Năstase Valentin Robu Iulică Ruican Viorel Talapan Ioan Iulian Vizitiu | Veslování            | Muži osmiveslice                |
| Bronz   | Cristina Bontaș | Sportovní gymnastika | Ženy prostná                    |
| Bronz   | Lavinia Miloșoviciová | Sportovní gymnastika | Ženy víceboj – jednotlivci      |
| Bronz   | Leonard Doroftei | Box                  | Muži velterová váha 63,5 kg     |
| Bronz   | Laura Badeaová Roxana Daniela Dumitrescu Claudia Grigorescuová Réka Szabóová Elisabeta Tufan-Guzganu                                                       | Šerm                 | Družstvo žen fleret             |
| Bronz   | Dimitrie Popescu Dumitru Răducanu Nicolaie Taga | Veslování            | Muži dvojka s kormidelníkem     |
| Bronz   | Sorin Babii | Sportovní střelba    | Muži 10 metrů vzduchová pistole |
| Bronz   | Traian Cihărean | Vzpírání             | Muži do 52 kg                   |
| Bronz   | Ioan Grigoraș | Zápas                | muži řecko-římský do 130 kg     |